# Aspicarpa
Az Aspicarpa a Malpighiales rendjébe és a malpighicserjefélék (Malpighiaceae) családjába tartozó nemzetség.

## Rendszerezés
A nemzetségbe az alábbi 10 faj tartozik:
- Aspicarpa boliviensis Nied.
- Aspicarpa brevipes (Sessé ex DC.) W.R.Anderson
- Aspicarpa harleyi W.R.Anderson
- Aspicarpa hyssopifolia A.Gray
- Aspicarpa longipes A.Gray
- Aspicarpa pulchella (Griseb.) O'Donell & Lourteig
- Aspicarpa salicifolia (Chodat) Nied.
- Aspicarpa schininii W.R.Anderson
- Aspicarpa sericea Griseb.
- Aspicarpa uruguariensis Nied.